# Sinagoga de Colònia
La Sinagoga de Colònia es troba en la Roonstraße d'aquesta ciutat alemanya. És el centre de la vida cultural i religiosa jueva en Colònia. Va aconseguir rellevància mundial quan va ser visitada pel papa Benedicto XVI a l'agost de 2005. Va ser la primera sinagoga a Alemanya visitada per un Papa. La sinagoga es presenta com a edifici que alberga a la més antiga comunitat jueva al nord dels Alps, esmentada l'any 321 en un decret de l'Emperador Constantí I el Gran.

## Dades històriques
La sinagoga en la Roonstrasse va venir a substituir a la qual es va construir en 1861, en estil morisc, en la Glockengasse. Els arquitectes Emil Schreiterer i Bernhard Below van edificar la nova sinagoga entre 1895 i 1899 en estil neorrománico. La primera pedra es va col·locar el 23 d'octubre de 1895; la inauguració va tenir lloc el 22 de març de 1899. El 9 de novembre de 1938, els nazis van destruir les set sinagogues existents en Colònia. La de la Roonstrasse va ser devastada. Es calcula que, durant l'Holocaust, els nazis van assassinar uns 11.000 jueus a la ciutat. També en la II Guerra Mundial, la sinagoga va ser danyada pels bombardejos. Després de la guerra, Konrad Adenauer va donar suport a la reconstrucció de la sinagoga, la qual cosa es va fer respectant en la seva major part l'arquitectura anterior; l'obra va ser realitzada seguint els plànols de l'arquitecte Helmut Goldschmidt. Després de dos anys d'obres, es va poder inaugurar el 20 de setembre de 1959. En aquells moments quedaven a la ciutat tan sols uns 50 jueus supervivents. Avui dia, la comunitat jueva local compta amb més de 5.000 membres.
En l'incendi de 1938, el sacerdot catòlic Gustav Meinertz va poder salvar la torá de la sinagoga. Després d'anys de ser exposada en una vitrina, ha estat restaurada amb l'impuls del Cardenal Joachim Meisner i finançament de la Diòcesi de Colònia i des del 9 de novembre de 2007 es torna a utilitzar en la litúrgia. Només fa pocs anys es decubrieron a Israel tècniques noves que permetien restaurar el document, però el cost estimat, d'entre 10.000 i 12.000 euros, superava les possibilitats de la sinagoga. És per això que el Cardenal Meisner, en assabentar-se de les dificultats, va decidir assumir aquesta despesa.